# Gateza
Gateza är ett vattendrag i Burundi.   Det ligger i provinsen Bururi, i den centrala delen av landet, 70 kilometer sydost om huvudstaden Bujumbura.
I omgivningarna runt Gateza växer huvudsakligen savannskog. Runt Gateza är det ganska tätbefolkat, med 124 invånare per kvadratkilometer.